# 山本まさの
山本 まさの（やまもと まさの、1959年4月15日 - ）は、日本の政治家。立憲民主党所属の埼玉県議会議員（3期）。

## 来歴
- 1959年4月15日 - 愛媛県南宇和郡愛南町生まれ。
- 1982年 - 文教大学教育学部卒業。
- 1982年 - 埼玉県立越ヶ谷高等学校勤務。
- 1999年 - 、越谷市議会議員 初当選。
- 2011年 - 埼玉県議会議員 初当選。
- 2015年 - 埼玉県議会議員 2期目当選。
- 2019年 - 埼玉県議会議員 3期目当選。